# Alabak
Alabak (bulgariska: Алабак) är en bergskedja i Bulgarien.   Den ligger i regionen Pazardzjik, i den sydvästra delen av landet, 80 kilometer sydost om huvudstaden Sofia.
I omgivningarna runt Alabak växer i huvudsak blandskog. Runt Alabak är det ganska tätbefolkat, med 56 invånare per kvadratkilometer.